# ドラゴン・ウォリアーズ
『ドラゴン・ウォリアーズ』（原題：Dragon Warriors）は、2015年10月10日に公開されたアメリカ合衆国の冒険映画。『トランスフォーマー/ロストエイジ』のVFXスタッフが手掛けた作品であり、監督・脚本はスティーブン・シメックとマクレーン・ネルソン、主演はジェームズ・マースターズ、ケイトリン・ダブルデイ、ルーク・ペリーらが務めている。
日本では劇場未公開。2017年2月3日にトランスフォーマーから日本語吹替版のDVD（TMSS-357/レンタル:TMSD-424）が発売された。パッケージのキャッチコピーは「ドラゴンを倒し、王国を救え!」。

## キャスト
※括弧内は日本語吹替。
- ラミカス - アダム・ジョンソン（西垣俊作）
- サムトン - ジェイク・ヴァン・ワゴナー（佐々木祐介）
- キャミラン - マクレーン・ネルソン（畠山豪介）
- ベルヴェーダ - シャノン・エンゲマン（浅井晴美）
- テンズリー卿 - ジェームズ・マースターズ（庄司然）
- ショックドア - エリック・デントン（相樂真太郎）
- エノガルド - ケイトリン・ダブルデイ（兼田めぐみ）
- イダリア - ローリン・ケント（小原莉子）
- ラレック - クレア・ニエーダープルーム（小林明日香）
- ロラッシュ - ルーク・ペリー（入倉敬介）

## スタッフ
- 監督・脚本：スティーブン・シメック、マクレーン・ネルソン
- 製作：デビッド・ウルフ、クリスティ・シメック、ジェイク・ソレンセン、マクレーン・ネルソン、スティーブン・シメック
- 撮影：ケイモン・ランドル
- 編集：クリスティ・シメック
- 音楽：ロバート・アレン・エリオット

## 日本語版制作スタッフ
- 吹替演出：サイトウユウ
- 翻訳：メディアゲート
- エンジニア：沈孟萱
- 制作：メディアゲート